# Coalición Åland
La Coalición Åland (en sueco: Åländsk Samling) es una alianza política de los principales partidos políticos de las Islas Åland que se formó para disputar el único escaño perteneciente al distrito electoral de Åland en el Parlamento de Finlandia. Su representante normalmente integra el grupo parlamentario del Partido Popular Sueco en el Parlamento.

## Historia
La coalición se presentó por primera vez en las elecciones nacionales de 1948, cuando ganaron un asiento en aquella elección parlamentaria. Desde entonces la alianza ha retenido su escaño en cada elección, logrando entre 0,2% y 0,4% del voto nacional.

## Resultados electorales
| Elección | Votos  | %     | Escaños |
| -------- | ------ | ----- | ------- |
| 1948     | 6.567  | 0,35% | 1       |
| 1951     | 5.686  | 0,31% | 1       |
| 1954     | 4.651  | 0,23% | 1       |
| 1958     | 5.487  | 0,28% | 1       |
| 1962     | 7.261  | 0,32% | 1       |
| 1966     | 7.118  | 0,30% | 1       |
| 1970     | 8.971  | 0,35% | 1       |
| 1972     | 7.672  | 0,30% | 1       |
| 1975     | 9.482  | 0,30% | 1       |
| 1979     | 9.286  | 0,32% | 1       |
| 1983     | 9.458  | 0,32% | 1       |
| 1987     | 9.401  | 0,30% | 1       |
| 1991     | 9.344  | 0,30% | 1       |
| 1995     | 9.905  | 0,40% | 1       |
| 1999     | 5.870  | 0,22% | 1       |
| 2007     | 9.561  | 0,35% | 1       |
| 2011     | 8.546  | 0,29% | 1       |
| 2015     | 10.910 | 0,37% | 1       |
| 2019     | 11.638 | 0,40% | 1       |
| 2023     | 11.455 | 0,37% | 1       |